# Acanthomysis longicornis
Acanthomysis longicornis is een aasgarnalensoort uit de familie van de Mysidae. De wetenschappelijke naam van de soort is voor het eerst geldig gepubliceerd in 1837 door Milne-Edwards.